# Julgamentos dos Cavaleiros Templários

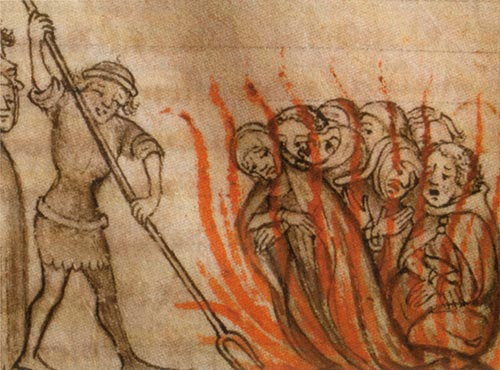
Templários sendo queimados na fogueira, ilustração de uma crônica anônima alemã, Von der Schöpfung der Welt bis 1384

Em 1307, membros dos Cavaleiros Templários no    Reino da França foram subitamente acusados de heresia e presos depois que seu líder, o Mestre Jacques de Molay, havia recentemente chegado à França para reuniões com o Papa Clemente V. Muitos, incluindo seu líder, foram queimados na fogueira, enquanto outros foram condenados à prisão perpétua. Os eventos na França levaram a uma série de julgamentos em outros locais, nem todos com o mesmo desfecho.
Os Templários traçavam suas origens ao Reino Latino de Jerusalém por volta de c. 1120, quando nove cavaleiros cristãos, sob os auspícios do rei Balduíno II e do Patriarca Warmund, receberam a tarefa de proteger os peregrinos nas estradas de Jerusalém, o que fizeram por nove anos, até serem elevados a uma ordem militar no Concílio de Troyes em 1129. Tornaram-se uma força de combate de elite nas Cruzadas, conhecida por sua disposição de não recuar ou se render.
Eventualmente, suas regras de sigilo, poder, privilégios e riqueza, tornaram-nos vulneráveis às acusações de Filipe IV de França, e, com as tentativas malsucedidas do Papa de evitar, foram destruídos.

## Origens
Os Pobres Companheiros-Soldados de Cristo, comumente conhecidos como os Cavaleiros Templários, iniciaram-se originalmente por volta de 1120, quando um grupo de oito cavaleiros cristãos abordou Warmund, Patriarca de Jerusalém e solicitou permissão para defender o Reino de Jerusalém. Balduíno II de Jerusalém deu-lhes alojamento no Templo de Salomão. Hugues de Payens foi eleito seu mestre, e o Patriarca Warmund incumbiu-os de manter as estradas seguras contra ladrões e outros que rotineiramente roubavam e matavam peregrinos a caminho de Jerusalém, o que fizeram por nove anos até o Concílio de Troyes em 1129, quando se tornaram uma ordem militar sancionada pela Igreja, substancialmente encorajada pelo patrocínio de Bernardo de Claraval, um destacado eclesiástico da época. A Regra da Ordem baseava-se na Ordem Cisterciense, sendo de obediência, pobreza e castidade. Seu papel expandiu-se eventualmente para lutar nas Cruzadas. As Cruzadas encerraram-se e os cruzados foram eventualmente expulsos da área.
Ao longo desses anos, a ordem Templária tornou-se rica e poderosa. Receberam grandes doações de dinheiro, feudos, igrejas e até vilas e suas rendas, de reis e nobres europeus interessados em ajudar na luta pela Terra Santa. Os Templários, por ordem do Papa, estavam isentos de todos os impostos, portagens e dízimos, suas casas e igrejas tinham direito ao asilo e estavam isentos de obrigações feudais. Eles respondiam apenas ao Papa.

## Eventos na França

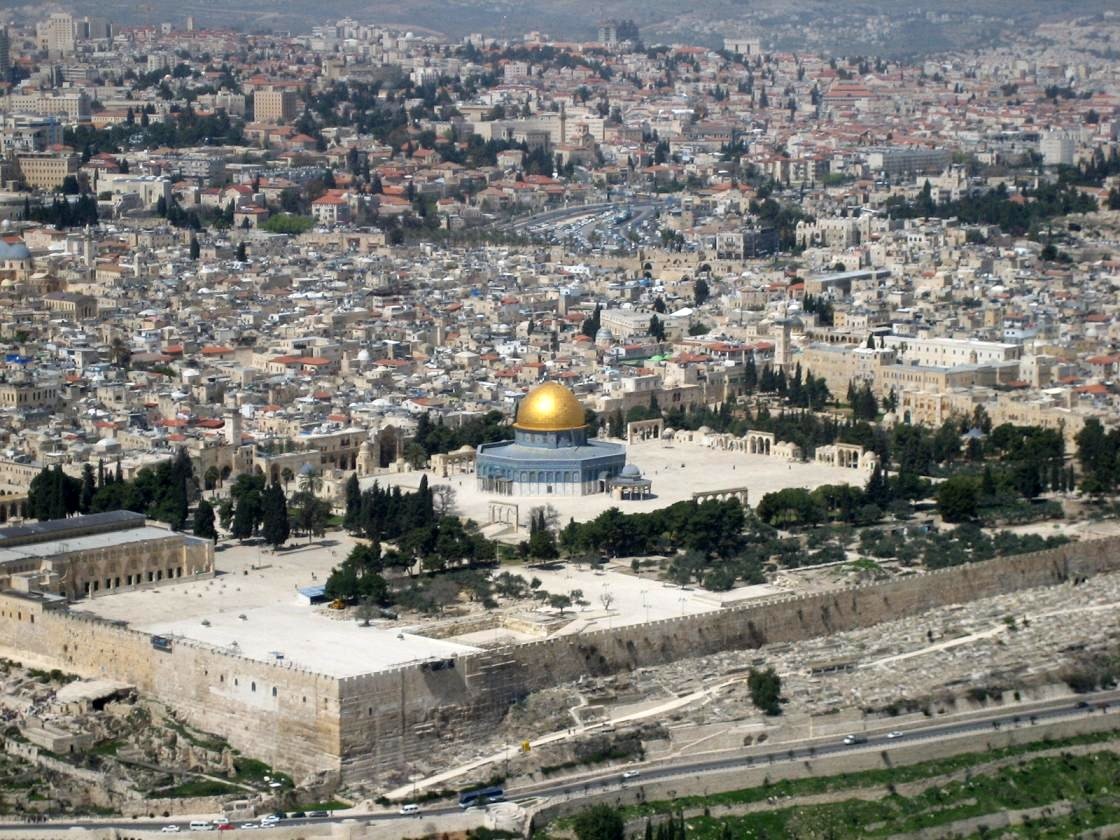
A primeira sede dos Cavaleiros Templários, no Monte do Templo em Jerusalém. Os Cruzados chamavam-no de Templo de Salomão e foi desse local que os Cavaleiros receberam o nome de Templários.

### Prelúdio
Embora os Templários tenham iniciado bem e, em alguns momentos, fossem considerados o modelo da cavalaria cristã, não demorou muito para surgir o ressentimento contra seus privilégios, sua riqueza "rica como reis" e críticas a algumas de suas ações em guerra. Por exemplo, no cerco de Damasco em 1148, os Templários e Hospitalários foram acusados de aceitar subornos para convencer o rei Conrado III da Alemanha a abandonar o esforço. Houve outras críticas às suas ações também. Após a desastrosa batalha nos Chifres de Hattin e a subsequente queda de Jerusalém, que alguns culparam nos Templários, eles ficaram com quase nenhum propósito militar discernível na Terra Santa. Outros críticos também questionaram seus princípios morais.
O cronista Guilherme de Tiro frequentemente criticava a ordem e, em certa ocasião, acusou-os de resgatar Nasr-al-Din, filho do sultão, por seis mil florins de ouro. Quando o Grão-Mestre Odo de St Amand morreu em 1179, Guilherme o chamou de "um homem perverso, arrogante e insolente, em cujas narinas residia o espírito de uma fúria, um que nem temia a Deus nem respeitava os homens" e que "não foi pranteado por ninguém". Quando os Templários passaram a praticar a atividade bancária e de empréstimos, as críticas aumentaram. Tanto Walter Map quanto João de Salisbury acusaram os Templários de avareza. Matthew Paris às vezes os elogiava, mas, em outras ocasiões, fazia duras críticas aos Templários. A perda do último ponto de apoio na Síria, Tortosa em 1302, foi mais um fracasso que os deixou vulneráveis às críticas. Como indica a surpresa e o choque evidentes em suas prisões em 1307, ninguém pensava que a Ordem estava tão comprometida a ponto de precisar ser dissolvida.
Durante esse período, o poder do papado havia diminuído, e muitos dos papas dos séculos XII e XIII se viram fugindo de Roma ou sequer conseguindo entrar. Além disso, antipapas, apoiados pelos Imperadores Alemães, eram comuns na amarga disputa entre o Império e a Igreja. Um dos últimos papas do século XIII foi Pedro Morrone, um homem idoso selecionado como papa para fins de conciliação, que, como Papa Celestino V, se mostrou muito velho e ineficaz para governar a Igreja e, ao perceber isso, abdicou. Isso causou um enorme protesto na Igreja ocidental e teve um efeito divisório sobre o próximo papa, Bonifácio VIII. Bonifácio, ao contrário de seu predecessor, era muito capaz, determinado e até ousado, mas muitos sustentavam que um papa não podia abdicar e que Celestino permanecia o verdadeiro papa. Bonifácio, por sua vez, capturou o velho papa, que desejava apenas uma aposentadoria pacífica, e o manteve prisioneiro até sua morte em 1296.
Bonifácio VIII continuou a impor seu controle sobre as autoridades seculares, como Eduardo I de Inglaterra e Filipe IV da França, que protestaram contra sua autoridade, mas foi Filipe IV quem se mostrou seu oponente mais formidável.
Filipe tentou tributar a igreja, o que Bonifácio recusou, iniciando uma longa série de disputas entre os dois. Em 1303, Guillaume de Nogaret, advogado de Filipe IV, elaborou uma lista de 29 acusações, incluindo feitiçaria, sodomia, heresia e blasfêmia contra o Papa Bonifácio. Em resposta, Bonifácio anunciou sua intenção de colocar o reino da França sob interdito.
Essa ameaça de Bonifácio poderia ter levado a uma revolta, então Guillaume de Nogaret e Sciarra Colonna, liderando uma força de 1600 homens, atacaram Anagni, onde o papa residia. Eles capturaram Bonifácio e o mantiveram prisioneiro por três dias. No entanto, após quatro dias, os moradores de Anagni se levantaram, expulsaram os invasores e levaram Bonifácio em triunfo a Roma. Mas a provação foi demais para o papa de 86 anos, que morreu dias depois.
Filipe IV estava determinado a garantir que um papa nunca mais interferisse em seus planos. Após um ano sem consenso no conclave papal, foi sugerido um candidato externo, Bernard de Goth, arcebispo de Bordéus, que, apesar de ter apoiado Bonifácio, prometeu a Filipe cumprir certas condições, como reconciliação entre a França e a Igreja e absolvição para os homens de Filipe que haviam capturado Bonifácio. Bernard de Goth tornou-se o Papa Clemente V em 14 de novembro de 1305.
Filipe IV, como seus predecessores, empregava Templários no tesouro real em Paris para supervisionar várias funções financeiras do reino francês. Não havia indícios de que ele tivesse menos do que plena confiança na integridade deles. Em 1299, a Ordem emprestou a Filipe a significativa quantia de quinhentos mil livres para o dote de sua irmã e para financiar a Guerra da Flandres. Nesse tempo, ele impôs tributos até que seus súditos se revoltaram. Ao debilitar a moeda, provocou uma insurreição em Paris. Os Cavaleiros Templários protegeram e deram refúgio ao rei durante o incidente.
No entanto, Filipe tinha um histórico de confiscar propriedades e pessoas quando isso lhe convinha, como fez com os lombardos em 1291 e com os judeus em 1306. Em uma reunião entre o Grão-Mestre Molay e o papa, em março ou abril de 1307, a discussão girou em torno de problemas na ordem. Em uma carta ao rei, Clemente V informou a Filipe que pretendia realizar uma investigação completa sobre o estado da ordem templária em meados de outubro daquele ano. Cerca de uma semana antes da investigação formal planejada, Clemente V recebeu uma mensagem surpreendente de que membros da ordem haviam sido presos, encarcerados e acusados de heresia por uma inquisição que o papa não havia convocado.

### Plano e Prisão
Em 14 de setembro de 1307, todos os bailios e senechais do reino da França receberam ordens secretas do rei Filipe IV para se prepararem para a prisão e encarceramento de todos os membros da Ordem dos Templários. As prisões ocorreriam um mês depois. Ao amanhecer de 13 de outubro de 1307, os soldados do rei Filipe IV capturaram todos os Templários encontrados na França.
Clemente V, inicialmente indignado com esse flagrante desrespeito por sua autoridade, acabou cedendo e, em 22 de novembro de 1307, emitiu um decreto papal ordenando a todos os monarcas da fé cristã que prendessem todos os Templários e confiscassem suas terras em nome do Papa e da Igreja Católica. A ordem foi enviada para Inglaterra, Ibéria, Alemanha, Itália e Chipre. O líder, Grão-Mestre Jacques de Molay, e Hugues de Pairaud, um Templário mencionado em vários documentos como "o visitante da França" e coletor de todas as rendas reais da França devidas à Ordem, foram presos, assim como muitos outros Templários na França.
Filipe utilizou seus ministros e agentes, Guillaume de Nogaret e Enguerrand de Marigny, que reuniram uma lista de acusações contra os Templários. Testemunhas foram convocadas, incluindo antigos membros da Ordem expulsos por má conduta, que, sob ordens do rei francês, foram presos e severamente torturados.
Logo depois, em 1307, o Papa enviou dois cardeais para entrevistar Jacques de Molay e Hugues de Pairaud. Nesse momento, ambos recuaram em suas confissões e aconselharam os outros Templários a fazerem o mesmo.

### A Acusação Específica de Heresia
Várias mudanças significativas nos procedimentos legais foram implementadas por volta de 1230, o que influenciou os julgamentos posteriores, especialmente os dos Templários. Não era mais necessário que uma testemunha temesse represálias se suas acusações fossem comprovadas falsas. Em vez disso, um novo sistema baseado no testemunho de testemunhas e na flexibilidade judicial começou a dominar os julgamentos criminais na maior parte da Europa. Na França, o decreto Cupientes de 1229, emitido por Luís IX de França, avô de Filipe, deu aos reis da França o dever de eliminar a heresia em seu reino. Além disso, a partir de 1230, os inquisidores do norte da Itália receberam poderes especiais do Papa Honório III, permitindo-lhes examinar ordens isentas e protegidas, como os Hospitalários, Cistercienses e Templários, mas apenas em casos onde a heresia fosse suspeita. Após o fim da Cruzada Albigense, esses poderes especiais nunca foram revogados, mas simplesmente esquecidos. Os advogados reais de Filipe concentraram suas acusações nessa única exceção vulnerável, a heresia, para atingir uma ordem que, de outra forma, era intocável e respondia apenas ao Papa.

### Acusações Contra os Templários

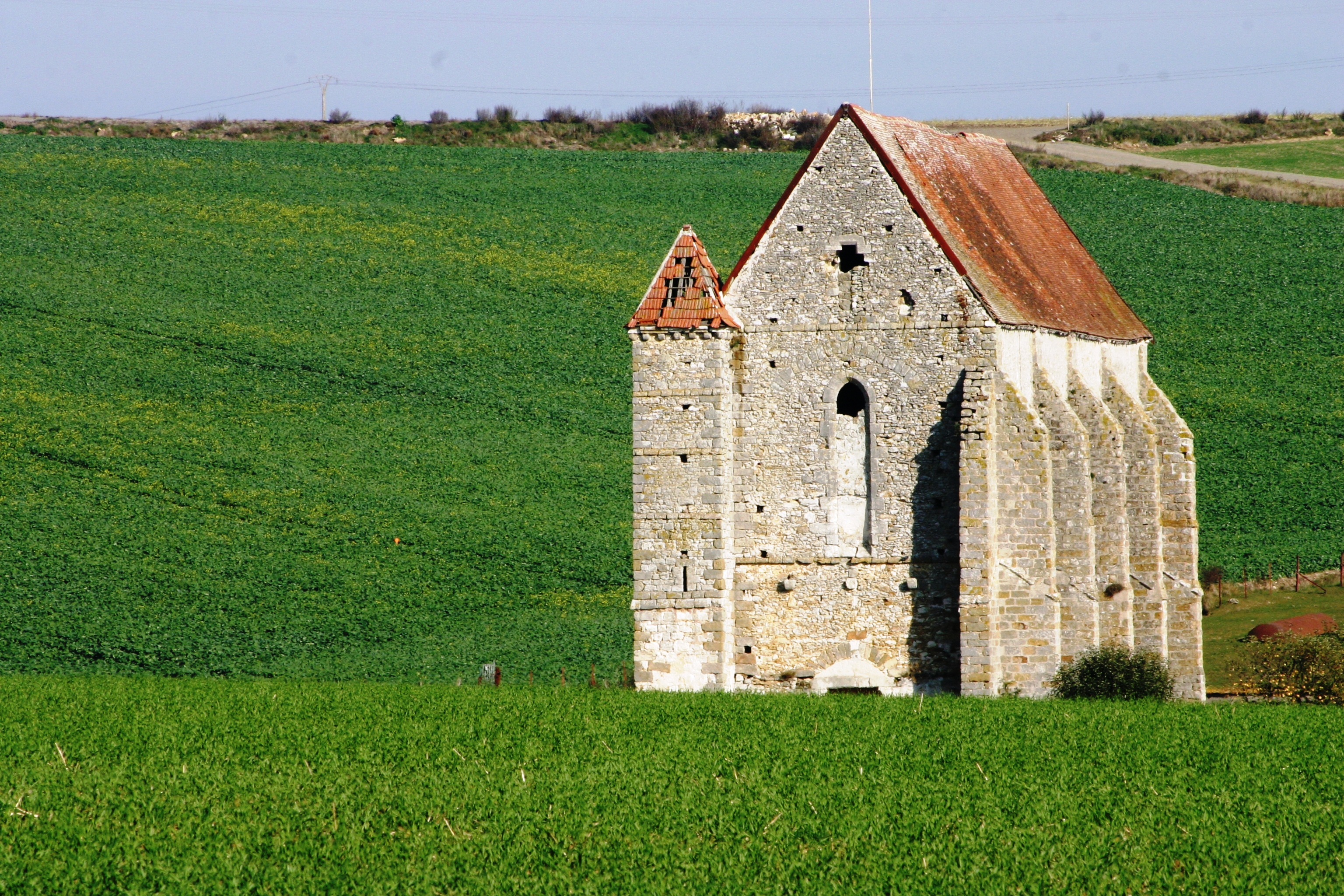
Construção Templária em Saint Martin des Champs, França

A acusação inicial contra os Templários foi de heresia; mais especificamente, alegava-se que "ao professar, os irmãos eram obrigados a negar Cristo, cuspir na Cruz e fazer três 'beijos obscenos' na base da coluna, no umbigo e na boca; eram obrigados a manter relações carnais com outros membros da ordem, se solicitados; e usavam um pequeno cinto consagrado por tocar um ídolo estranho, que parecia uma cabeça humana com barba longa." Em 12 de agosto de 1308, as acusações aumentaram, alegando que os Templários adoravam ídolos, especificamente na forma de um gato e de uma cabeça com três faces. As listas de artigos, de 86 a 127, incluiriam muitas outras acusações. Nenhum desses "ídolos" foi jamais encontrado.

### Os Julgamentos Inquisitoriais
Dos vários julgamentos realizados na França, o primeiro e um dos maiores, ocorreu entre 19 de outubro e 24 de novembro de 1307, em Paris. Um total de 138 prisioneiros prestaram depoimento completo e quase todos admitiram culpa em uma ou mais acusações. Como a tortura foi usada para obter essas confissões, a confiabilidade de seus depoimentos perante este e outros tribunais inquisitoriais permanece uma questão em aberto. Sabe-se que essas confissões iniciais contradiziam os depoimentos dados mais tarde, perante as comissões papais de 1310 em Paris. Outro julgamento importante ocorreu em Poitiers entre 28 de junho e 2 de julho de 1308, onde pelo menos 54 Templários testemunharam diante do papa e sua comissão de cardeais. Muitos dos réus confessaram uma ou mais das acusações. Questionados se suas declarações foram dadas livremente, muitos afirmaram que, embora tenham sido torturados ou ameaçados e submetidos a tratamentos severos, suas confissões não foram resultado direto da tortura. Em 1310, pelo menos três Templários declararam que mentiram perante o Papa e agora desejavam defender a ordem.
O Templário Pedro (Pierre) de Bolonha, treinado como jurista canônico e representante da Ordem perante a corte papal em Roma, apresentou-se em 23 de abril de 1310, junto com outros, perante a comissão papal e exigiu a divulgação completa dos acusadores e de todas as informações e provas reunidas no caso. Também solicitou uma proibição para que as testemunhas conversassem entre si e que todos os procedimentos fossem mantidos em segredo até serem encaminhados ao Papa. Em maio de 1310, o Arcebispo de Sens, Philippe de Marigny, assumiu o julgamento dos Templários da comissão original. De Marigny conduziu os procedimentos contra os Templários até sua morte em 1316. O Papa Clemente V intercedeu e ordenou que fossem realizados julgamentos adequados; no entanto, Filipe buscou impedir essa iniciativa e mandou queimar vários Templários na fogueira como hereges para evitar sua participação nos julgamentos.
Dois dias após essa mudança, 54 Templários foram queimados fora de Paris. Quando a comissão papal se reuniu em 3 de novembro de 1310, descobriram que os Templários não tinham defensores e adiaram o julgamento até 27 de dezembro. Nesse momento, os prisioneiros insistiram para que Pedro de Bolonha e Renaud de Provins os defendessem novamente, mas foram informados de que os dois sacerdotes haviam comparecido perante a comissão do Arcebispo de Sens, sendo ambos considerados culpados e encarcerados. No entanto, Pedro de Bolonha conseguiu escapar de sua prisão.

### Retratação e Morte dos Líderes Templários na França
Eventualmente, os inquisidores de Filipe conseguiram que Jacques de Molay confessasse as acusações. Em 18 de março de 1314, de Molay e Geoffroi de Charney se retrataram de suas confissões, declarando-se inocentes das acusações e afirmando que só eram culpados de trair sua Ordem ao confessarem sob coação algo que não haviam feito. Foram imediatamente considerados culpados de serem hereges reincidentes, cuja pena era a morte. Isso efetivamente silenciou os demais Templários. Filipe continuou a pressionar e ameaçar o Papa para dissolver oficialmente a Ordem, culminando em 1314 com a execução pública de Jacques de Molay e Geoffroi de Charney, queimados na fogueira como hereges reincidentes.

### Linha do Tempo do Julgamento na França
- Templários presos na França
- 14 de outubro de 1307 Guillaume de Nogaret lista as acusações originais contra os Templários. -
- 19 de outubro de 1307 Início das audiências em Paris. -
- 24 de outubro de 1307 Jacques de Molay, Grão-Mestre do Templo, confessa pela primeira vez. -
- 25 de outubro de 1307 Jacques de Molay repete sua confissão perante membros da Universidade de Paris. -
- 27 de outubro de 1307 Papa Clemente V expressa indignação com as prisões a Filipe. -
- 9 de novembro de 1307 Confissão de Hugues de Pairaud. -
- 22 de novembro de 1307 Jacques de Molay retracta sua confissão perante o cardeal enviado pelo papa. -
- fevereiro de 1308 Clemente V suspende os inquisidores envolvidos na questão templária. -
- 17–20 de agosto de 1308 O Pergaminho de Chinon mostra perdões para a liderança dos Templários, incluindo Jacques de Molay e Hugues de Pairaud. -
- 14 de março de 1310 127 artigos de acusação lidos aos Templários, que se preparam para defender sua ordem. -
- 7 de abril de 1310 Defesa da ordem liderada por Pierre de Bolonha e Renaud de Provins. - 12 de maio de 1310 54 Templários são queimados na fogueira. -
- 17 de dezembro de 1310 Os defensores restantes são informados de que Pedro de Bolonha e Renaud de Provins retornaram às suas confissões e que Pedro de Bolonha fugiu. -
- 22 de março de 1312 A Ordem dos Cavaleiros Templários é oficialmente suprimida. -
- 21 de março de 1313 Os Hospitalários concordam em pagar a Filipe IV 200.000 libras tournois como compensação. -
- 18 de março de 1314 Jacques de Molay e Geoffroi de Charney são queimados na fogueira como hereges reincidentes. - }
- Fonte para a maioria dessa linha do tempo: Malcolm Barber, Julgamentos p. 258

### Resultado
Após as comissões do Concílio de Vienne revisarem todos os documentos referentes aos Templários, em 22 de março de 1312, Clemente V emitiu a bula papal Vox in excelso, suprimindo a Ordem dos Templários. Em maio de 1312, com a bula Ad Providam, ele determinou que todos os bens da Ordem do Templo fossem transferidos aos Hospitalários, mantendo os propósitos originais das doações para auxílio à Terra Santa.
A bula Ad Providam também fez distinção entre os Templários que permaneceram irreconciliáveis e aqueles que não foram encontrados culpados de crimes ou que haviam sido reconciliados com a Igreja. No entanto, Filipe IV confiscou uma grande soma dos Templários como "compensação" pelos "custos" dos processos contra eles. Além disso, na Inglaterra, onde foram feitos inventários das terras e bens dos Templários, a ordem papal não teve efeito imediato. Houve tantos atrasos e manobras para transferir essas propriedades que, mesmo em 1338, os Hospitalários tinham apenas um controle nominal sobre as terras anteriormente pertencentes aos Templários.

## Julgamentos na Inglaterra, Irlanda e Escócia

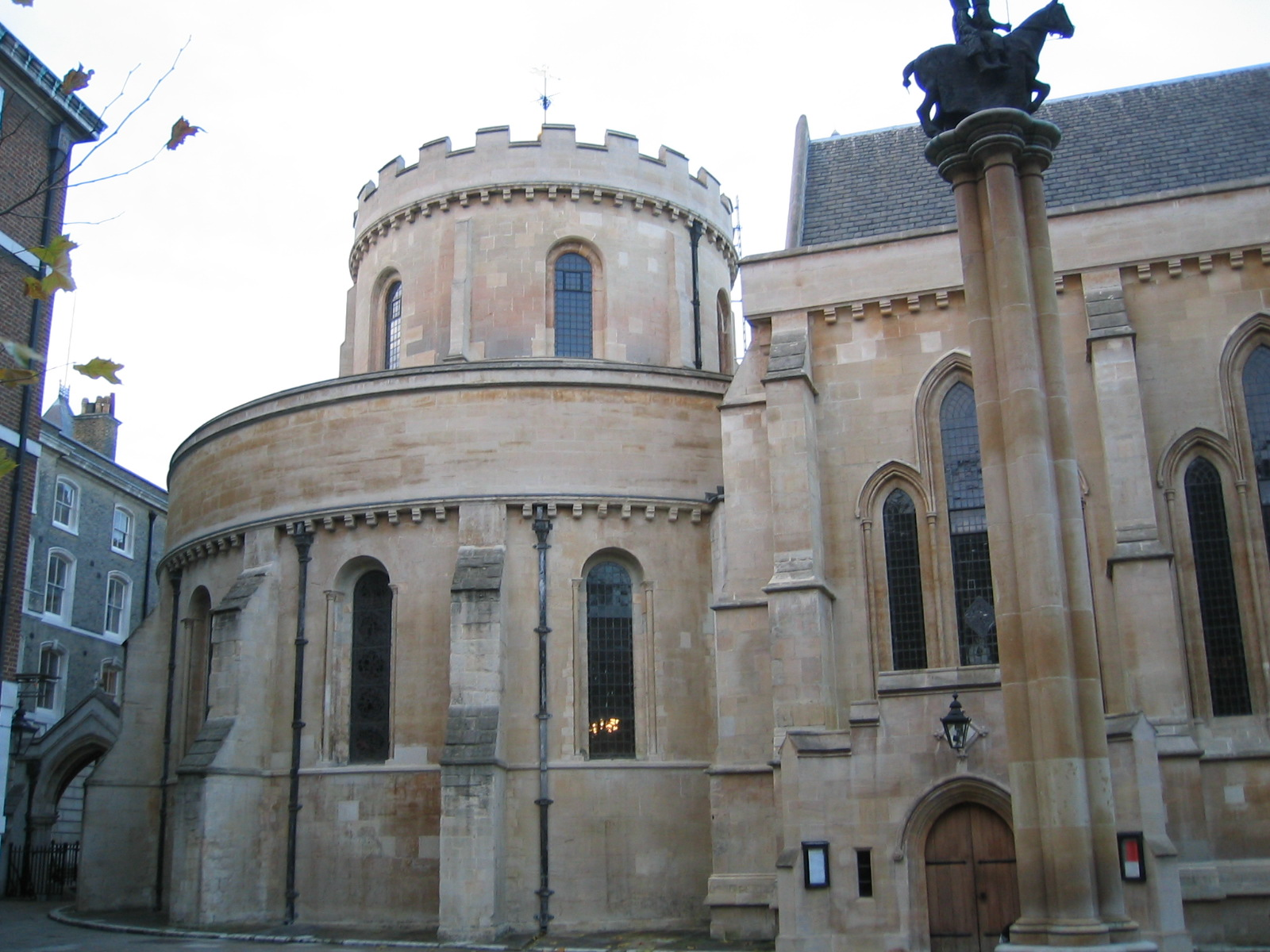
Igreja do Templo, Londres. Como capela do Novo Templo em Londres, foi o local para cerimônias de iniciação templária. Hoje é a igreja paroquial dos Middle e Inner Templos, duas das Inns of Court. É uma atração turística popular.

Em 1307, acreditava-se que a Ordem Templária nas Ilhas Britânicas possuía muitas propriedades, mas poucos membros. Na época da prisão dos Templários na França, Eduardo II de Inglaterra duvidava das acusações contra a Ordem e convocou Guienne de Dene, seu senechal em Agen, para dar um relato sobre o assunto.
Ao ler o relatório, Eduardo ainda estava incrédulo e, em 30 de outubro, enviou cartas ao Papa Clemente V e aos reis de Portugal, Castela, Aragão e Sicília, defendendo a Ordem dos Templários e incentivando-os a fazer o mesmo. Em 10 de dezembro de 1307, ele escreveu novamente ao Papa, afirmando: "não consegue acreditar nas horríveis acusações contra os Cavaleiros Templários, que têm uma boa reputação em toda a Inglaterra". Eduardo também solicitou mais provas das acusações e observou que os negócios financeiros e outras interações entre a monarquia inglesa e os Templários sempre foram diretos e honestos, e que eles lutaram ao lado do Rei Ricardo na defesa da Terra Santa. Em 20 de dezembro de 1307, Eduardo recebeu a ordem do Papa para prender os Templários. Finalmente, Eduardo emitiu ordens a seus oficiais para prender todos os Templários na Inglaterra, Irlanda e Escócia, e para confiscar e inventariar todas as suas propriedades.
Apesar da ordem do Papa, Eduardo tratou os Templários de uma maneira muito diferente de Filipe. Muitos Templários receberam confinamento relativamente brando, mantiveram-se com subsídios e viveram em relativo conforto. Em 1308, a situação mudou com o exílio do favorito de Eduardo, Piers Gaveston. Eduardo pediu ajuda tanto ao Papa quanto a Filipe IV para que Gaveston fosse autorizado a retornar à Inglaterra. Isso pode ter contribuído para uma mudança em sua postura, endurecendo sua atitude em relação aos Templários.
Em 13 de setembro de 1309, dois inquisidores foram levados à Inglaterra e receberam permissão para questionar os Templários, mas na presença de prelados ingleses. Em novembro de 1309, nenhum dos Templários confessou as acusações. Na época, a tortura raramente era usada na Inglaterra, e o sistema legal inglês era bem estruturado, utilizando jurados regulares, ao contrário dos "testemunhos profissionais, acusadores e jurados" frequentemente usados por Filipe IV como ferramentas para impor sua vontade.
Em dezembro, o Papa pressionou a Inglaterra e outros países a permitirem o uso dos "métodos" inquisitoriais, incluindo a tortura. Relutantemente, o rei Eduardo deu sua aprovação. As condições de confinamento dos Templários mudaram drasticamente e, com a pressão contínua do Papa e da Inquisição sobre o rei e os prelados locais, obteve-se o resultado desejado. Os Templários ingleses foram enviados ao Conde de Ponthieu, onde as leis inglesas não se aplicavam. Várias confissões foram obtidas, embora fossem diferentes em muitos aspectos. Os Templários foram executados ou condenados à prisão perpétua. Dois Templários, ambos da Inglaterra, foram examinados pelo Bispo de St. Andrews, na Escócia, e confessaram apenas delitos menores. Na Irlanda, quatorze Templários foram submetidos a três julgamentos que resultaram em confissões de pouca importância.

## Julgamentos em Chipre
Após a Queda de Acre em 1291, os Templários, junto com os Hospitalários, transferiram suas principais bases de operações para Chipre. No entanto, os Hospitalários capturaram a ilha de Rodes em 1308 e transferiram sua sede para lá, deixando Chipre para os Templários. Isso fez de Chipre um ponto de particular interesse para o papa, pois se tornara a principal base dos Templários. Em maio de 1308, uma carta papal chegou a Chipre ordenando a prisão de todos os Templários da ilha.
Amalrico, Senhor de Tiro governava Chipre na época e havia deposto seu irmão, Henrique II de Chipre, com a ajuda dos Templários. Amalrico foi lento em implementar as prisões, o que deu tempo aos cavaleiros Templários para prepararem suas defesas. Em junho, os Templários renderam-se, suas propriedades e tesouros foram apreendidos, e eles foram mantidos em Khirokitia, depois em Yermasoyia e, finalmente, em Pano Lefkara, onde permaneceram por três anos.
Em maio de 1310, Henrique II foi restaurado ao trono e, ao contrário de seu irmão, cumpriu as exigências papais para iniciar os julgamentos. Apesar da antipatia de Henrique pela ordem, os Templários pareciam ter recebido um julgamento justo. Todos os setenta e seis Templários negaram as acusações, e várias testemunhas depuseram em favor de sua inocência. Os julgamentos terminaram com a absolvição de todos os Templários de todas as acusações.
O Papa, no entanto, exigiu que Henrique II realizasse novos julgamentos e enviou um delegado, Domingo de Palestrina, para garantir que seus desejos fossem cumpridos. O resultado dos julgamentos de 1311 não foi registrado, mas sabe-se que os Templários ainda estavam na prisão quando a ordem de dissolução foi decretada, transferindo todos os bens templários para os Hospitalários. Entretanto, as autoridades cipriotas retiveram o tesouro e os bens móveis para cobrir os custos extraordinários dos julgamentos. Os líderes Templários nunca foram libertados e morreram na prisão.

## Eventos na Alemanha
Os registros sobre os Templários na Alemanha, onde eles não eram tão numerosos quanto na França, atraíram pouca atenção nos anais e crônicas alemãs. Demonstrando o quão pouco se sabia na Alemanha sobre a queda dos Templários, um cronista registrou que eles foram destruídos, com a aprovação do Imperador Henrique, por supostamente colaborarem com os sarracenos e por planejarem estabelecer um novo império para si mesmos. Os escritores não estavam cientes das acusações reais apresentadas por Filipe IV da França.
No entanto, em uma carta do rei alemão Alberto I da Alemanha, datada de 13 de janeiro de 1308 e enviada a Filipe IV da França, o rei expressou sua posição sobre as prisões dos Templários. Ele escreveu: "embora um crime de tal infâmia deva ser repreensível e condenável em todas as pessoas, é sabido que é ainda mais repreensível entre os religiosos, que deveriam, pela pureza de sua vida, ser um espelho para os outros e um exemplo".
As ações contra os Templários na Alemanha variaram de acordo com a província. Burchard III de Magdeburgo, nomeado príncipe-arcebispo em 1307, já era hostil aos Templários e, em 1308, ordenou a prisão deles em sua província. Ele mandou queimar alguns Templários e tentou manter suas propriedades, o que resultou em um conflito com a Ordem. Em 1318, os Hospitalários ainda não haviam recebido as propriedades dos Templários de Magdeburgo e, com a morte de Clemente V, eles apelaram ao Papa João XXII.
Apesar das ordens papais emitidas em 1307, fora dos eventos em Magdeburgo, as ordens papais receberam pouca atenção na Alemanha. Em várias ocasiões, testemunhas inocentaram os Templários, embora o Papa permanecesse firme.
Em 1310, em Trier, perto de Luxemburgo, uma investigação com 17 testemunhas, incluindo três Templários, foi realizada. Embora suas propriedades tenham sido confiscadas, eles foram absolvidos. Em Mainz, os líderes Templários testemunharam que, como as cruzes em seus mantos não queimavam, isso era um milagre e um sinal de sua inocência. Apesar da crescente pressão, a opinião popular permaneceu a favor dos Templários. Embora o Papa tenha ordenado que continuassem seu trabalho, o resultado foi novamente de absolvição.

## Eventos na Espanha e Portugal
Após os notórios julgamentos dos Templários na França e as subsequentes ordens do Papa Clemente V para dissolver a ordem, a maioria dos países acatou, cedendo as terras templárias aos Hospitalários. Os reis Dinis de Portugal e Jaime II de Aragão proclamaram que não encontraram provas de heresia, blasfêmia ou imoralidade entre os Templários em seus respectivos reinos. Isso não era surpreendente, uma vez que os Templários haviam se tornado fundamentais para o sucesso da Reconquista em Aragão e Portugal, e suas vastas posses eram essenciais para a segurança contínua desses reinos.
Ceder as propriedades dos Templários aos Hospitalários representava uma ameaça de controle estrangeiro sobre porções significativas de ambos os países. Ambos os reis buscaram soluções alternativas para evitar esses resultados: em Aragão, o rei Jaime conseguiu convencer o Papa João XXII em 1317 a formar a Ordem de Montesa, que recebeu a maior parte das terras templárias em Aragão e Valência. Em Portugal, após longas negociações com o Papa, o rei Dinis obteve a criação de uma nova ordem, a Ordem de Cristo, em 1320, que incorporou as vastas propriedades templárias no país e absorveu discretamente muitos dos próprios Templários.

## O Pergaminho de Chinon
O Papa Clemente V absolveu 72 Cavaleiros Templários em julho de 1308, em Poitiers, após ouvir suas confissões. No entanto, Filipe IV ainda impedia o acesso aos líderes da Ordem, e apenas em agosto de 1308 uma comissão papal finalmente pôde ouvi-los e conceder-lhes a absolvição.
A evidência dessas audiências era baseada em evidências indiretas até a descoberta do Pergaminho de Chinon, em setembro de 2001, pela pesquisadora Barbara Frale nos Arquivos Vaticanos. O documento fora negligenciado por pesquisadores do Vaticano devido ao seu estado danificado e sua catalogação incorreta entre documentos não relacionados.
A importância do Pergaminho de Chinon reside em ser uma cópia autêntica sob o selo de três cardeais enviados por Clemente V — Bérenger Frédol, Étienne de Suisy e Landolfo Brancaccio — autorizados a julgar os Templários em seu nome. Havia um segundo relato sobre os julgamentos em Chinon, um relatório indireto mantido na Chancelaria Francesa, descrito no registro de Pierre d’Étampes, que era a única evidência disponível até a descoberta do pergaminho original e sua cópia autêntica nos arquivos do Vaticano.
Uma comparação entre os dois documentos mostra que o Pergaminho de Chinon indica que as audiências foram realizadas exclusivamente pela Igreja, sem a presença dos advogados reais, enquanto o documento francês sugere que os procedimentos ocorreram sob os auspícios do Papa e do rei francês. Outras discrepâncias sugerem que o documento francês foi uma cópia indireta baseada em relatos verbais, não tendo acesso direto ao pergaminho original.
Há uma questão não resolvida quanto à cronologia. Na bula Faciens misericordiam ("mostrando misericórdia"), o Papa Clemente V informou a Filipe IV que Jacques de Molay e outros líderes templários haviam sido absolvidos e reconciliados com a Igreja, afirmando que o poder de julgá-los novamente estava reservado apenas ao Papa. A bula foi datada de 12 de agosto de 1308, oito dias antes das audiências com esses líderes terem sido realizadas. Se isso foi um erro de datação ou uma certeza prévia do Papa quanto ao resultado das audiências, não se sabe e ainda precisa ser investigado. Embora permaneça incerto o que exatamente aconteceu no Castelo de Chinon entre 17 e 20 de agosto de 1308, investigações futuras podem fornecer novas respostas.